# Newport (East Riding of Yorkshire)
Newport è un villaggio e parrocchia civile dell'Inghilterra, appartenente alla contea di East Riding of Yorkshire.